# Circuito Mundial de Voleibol de Praia de 2022
O Circuito Mundial de Voleibol de Praia de 2022 é uma série de competições internacionais organizadas pela Federação Internacional de Voleibol (FIVB), cuja nomenclatura foi substituída, homologada em outubro de 2021, e na temporada seguinte passara a chamar de "Volleyball World Beach Pro Tour" (Circuito Mundial Pró Vôlei de Praia), com eventos visando o entretenimento vibrante, agregando além da modalidade, culinária, música e estilo de vida praiano, resgatando as raízes que originaram a modalidade, bem como sediados em locais deslumbrantes e passando por cidades icônicas, lançando em 2022, com três níveis de competição: Elite 16, Challenge (Desafio) e Future (Futuro).

## Elite 16
É o nível mais alto do Beach Pro Tour composto das 16 melhores equipes do mundo por gênero,  em disputa acirrada para manter sua permanência no mesmo. A competição é realizada em quatro grupos de quatro equipes cada, seguidas por uma chave de eliminação única, ao longo de quatro dias intensos, totalizando 64 partidas para ambos os naipes, sem eliminatórias. Programada para um nível de produção de TV, com área reservada para os expectadores no nível de um festival, visando melhor capitação de patrocinadores e parceiros.

## Challenge
O torneio visa ser um acesso para o nível Elite 16, reúne 24 equipes, com jogadores desafiando e acumulando pontos classificatórios. O formato da competição tem 24 equipes por gênero no Main Draw (torneio principal) com  fase de grupos seguido por um torneio de eliminação única ao longo de quatro a cinco dias de competição para um total de 80 partidas para ambos os naipes. Até 32 equipes podem participar de qualificatórias para avançar para o torneio principal.

## Futures
É o torneio de nível que qualifica para os eventos de nível Challenge. Promove que as cidades difundam a modalidade em seus países e desenvolvam jovens promessas. Os torneios Futures incluem 16 equipes em cada naipe no torneio principal com a fase de grupos  seguido de chave de eliminação simples ao longo de 4 a 5 dias de competição, totalizando 56 partidas para ambos os naipes. Dezesseis equipes podem participar das eliminatórias para a qualificação para o torneio principal.

## Finals
As finais encerra cada temporada e o evento final reunirá as 10 melhores equipes qualificada. A Volleyball World é uma nova parceria entre a FIVB e a CVC Capital Partners , tal parceria visa impulsionar o crescimento, a inovação e o investimento no vôlea por todo mundo, criando um ecossistema integrado, para conectar todas as partes interessadas do voleibol (fãs, atletas, parceiros corporativos) através das plataformas digitais e ao vivo.

## Cronograma
Eventos
| Finais do Circuito Mundial (FIVB World Tour Finals) |
| Campeonato Mundial de Vôlei de Praia                |
| Torneio Elite 16                                    |
| Torneio Challenge                                   |
| Torneio Future                                      |

### Masculino
| Torneio                                                                              | Ouro                                            | Placar                              | Prata                                              | Bronze                                                   | Placar                              | Quarto lugar                                     |
| Etapa de Tlaxcala Tlaxcala, México De 16 a 20 de março de 2022                       | PolóniaMichał Bryl · Bartosz Łosiak             | 2x0 Relatório (21–17, 21–16)        | ChileNoé Aravena · Vicente Droguett                | LetôniaJānis Šmēdiņš · Aleksandrs Samoilovs              | 2x0 Relatório (22–20, 21–12)        | BrasilRenato Andrew · Vitor Felipe               |
| Etapa de Rosarito Rosarito, México De 23 a 27 de março de 2022                       | CatarCherif Younousse · Ahmed Tijan             | 2x0 Relatório (21–17, 21–15)        | Países BaixosAlexander Brouwer · Robert Meeuwsen   | Noruega Anders Mol · Christian Sørum                     | 2x1 Relatório (12–21, 21–17, 15–12) | PolóniaMichał Bryl · Bartosz Łosiak              |
| Etapa de Coolangatta Coolangatta, Austrália De 30 de março a 3 de abril de 2022      | AustráliaIzac Carracher · Mark Nicolaidis       | 2x0 Relatório (21–11, 21–16)        | CanadáJake MacNeil · Alexander Russell             | AustráliaTom Hodges · Max Guehrer                        | 2x0 Relatório (21–13, 21–18)        | PolóniaJakub Zdybek · Paweł Lewandowski          |
| Etapa de Songkhla Songkhla, Tailândia De 14 a 17 de abril de 2022                    | ItáliaCarlo Bonifazi · Davide Benzi             | 2x0 Relatório (27–25, 21–19)        | Estados UnidosAndrew Bennesh · Miles Evans         | Nova ZelândiaBen O'Dea · Thomas Reid                     | 2x0 Relatório (21–0, 21–0)          | ÁustriaJulian Hörl · Alexander Horst             |
| Etapa de Itapema Itapema, Brasil De 14 a 17 de abril de 2022                         | Brasil André Stein · George Wanderley           | 2x1 Relatório (19–21, 21–14, 15–12) | ChéquiaOndrej Perusic · David Schweiner            | Países BaixosLeon Luini · Ruben Penninga                 | 2x0 Relatório (21–0, 21–0)          | EstóniaKusti Nõlvak · Mart Tiisaar               |
| Etapa de Doha Doha, Catar De 05 a 08 de maio de 2022                                 | PolóniaMichał Bryl · Bartosz Łosiak             | 2x0 Relatório (21–18, 21–15)        | ItáliaPaolo Nicolai · Samuele Cottafava            | ÁustriaMartin Ermacora · Moritz Pristauz                 | 2x0 Relatório (21–17, 21–18)        | Países BaixosStefan Boermans · Yorick de Groot   |
| Etapa de Madrid Madrid, Espanha De 12 a 15 de maio de 2022                           | Suíça Quentin Métral · Yves Haussener           | 2x1 Relatório (11–21, 27–25, 15–13) | EspanhaPablo Herrera · Adrián Gavira               | Países BaixosMatthew Immers · Van Werkhoven              | 2x1 Relatório (21–15, 17–21, 15–11) | EslovêniaNejc Zemljak · Jan Pokeršnik            |
| Etapa de Kuşadası Kuşadası, Turquia De 19 a 22 de maio de 2022                       | SuéciaDavid Åhman · Jonatan Hellvig             | 2x1 Relatório (19–21, 21–18, 15–12) | AustráliaChristopher McHugh · Paul Burnett         | AlemanhaClemens Wickler · Nils Ehlers                    | 2x1 Relatório (21–12, 17–21, 15–12) | ItáliaEnrico Rossi · Adrian Carambula            |
| Etapa de Rhodes Island Rhodes, Grécia De 20 a 22 de maio de 2022                     | Suíça Quentin Métral · Yves Haussener           | 2x1 Relatório (21–18, 18–21, 15–10) | Estados UnidosLogan Webber · Miles Evans           | FinlândiaJyrki Nurminen · Santeri Sirén                  | 2x0 Relatório (21–11, 21–15)        | PolóniaJakub Szałankiewicz · Mateusz Florczyk    |
| Etapa de Ostrava Ostrava, República Tcheca De 25 a 29 de maio de 2022                | Noruega Anders Mol · Christian Sørum            | 2x1 Relatório (15–21, 23–21, 15–13) | ChéquiaOndrej Perusic · David Schweiner            | Países BaixosAlexander Brouwer · Robert Meeuwsen         | 2x0 Relatório (25–23, 21–19)        | EspanhaPablo Herrera · Adrián Gavira             |
| Etapa de Cervia Cervia, Itália De 26 a 29 de maio de 2022                            | Itália Fabrizio Manni · Francesco Vanni         | 2x0 Relatório (21–19, 21–12)        | Austrália Zachery Schubert · Thomas Hodges         | Israel Eylon Elazar · Netanel Ohana                      | 2x1 Relatório (18–21, 21–15, 15–4)  | Suíça Immanuel Zürcher · Jonathan Jordan         |
| Etapa de Jurmala Jurmala, Letônia De 01 a 05 de junho de 2022                        | ItáliaPaolo Nicolai · Samuele Cottafava         | 2x1 Relatório (16–21, 27–25, 15–12) | CatarCherif Younousse · Ahmed Tijan                | Brasil André Stein · George Wanderley                    | 2x1 Relatório (21–17, 18–21, 13–15) | EstóniaKusti Nõlvak · Mart Tiisaar               |
| Etapa de Klaipėda Klaipėda, Lituânia De 02 a 05 de junho de 2022                     | ÁustriaJulian Hörl · Alexander Horst            | 2x0 Relatório (24–22, 21–12)        | Israel Eylon Elazar · Netanel Ohana                | FinlândiaJyrki Nurminen · Santeri Sirén                  | 2x0 Relatório (21–19, 21–19)        | Chéquia · Jakub Šépka · Tomáš Semerád            |
| Campeonato Mundial Roma, Itália De 10 a 19 de junho de 2022                          | Noruega Anders Mol · Christian Sørum            | 2x0 Relatório (21–15, 21–16)        | Brasil Renato Andrew · Vitor Felipe                | Brasil André Stein · George Wanderley                    | 2x1 Relatório (15–21, 21–17, 15–11) | Estados Unidos Chaim Schalk · Theodore Brunner   |
| Etapa de Balikesir Baliquesir, Turquia De 16 a 19 de junho de 2022                   | SérviaĐorđe Klašnić · Lazar Kolarić             | 2x0 Relatório (21–18, 21–17)        | Nova ZelândiaBrad Fuller · Sam O'Dea               | Nova ZelândiaThomas Hartles · Alani Nicklin              | 2x0 Relatório (21–0, 21–0)          | Nova ZelândiaThomas Reid · Ben O'Dea             |
| Etapa de Białystok Białystok, Polônia De 23 a 26 de junho de 2022                    | PolóniaJakub Szałankiewicz · Mateusz Florczyk   | 2x0 Relatório (21–13, 21–18)        | UcrâniaSergiy Popov · Eduard Reznik                | LituâniaRobert Juchnevič · Artūr Vasiljev                | 2x0 Relatório (21–19, 21–13)        | LituâniaPatrikas Stankevičius · Audrius Knašas   |
| Etapa de Ios Ios, Grécia De 29 de junho a 2 de julho de 2022                         | ChéquiaVáclav Berčík · Matyas Džavoronok        | 2x0 Relatório (21–15, 21–11)        | IsraelEylon Elazar · Netanel Ohana                 | InglaterraIssa Batrane · Frederick Bialokoz              | 2x0 Relatório (21–15, 21–14)        | NoruegaNils Ringøen · Svein Solhaug              |
| Etapa de Giardini-Naxos Giardini-Naxos, Itália De 30 de junho a 3 de julho de 2022   | Nova ZelândiaBrad Fuller · Sam O'Dea            | 2x1 Relatório (19–21, 21–16, 17–15) | ItáliaDavide Benzi · Carlo Bonifazi                | ItáliaJakob Windisch · Gianluca Dal Corso                | 2x1 Relatório (18–21, 22–20, 15–9)  | LituâniaPatrikas Stankevičius · Audrius Knašas   |
| Etapa de Gstaad Gstaad, Suíça De 06 a 10 de julho de 2022                            | ChileMarco Grimalt · Esteban Grimalt            | 2x0 Relatório (21–19, 22–20)        | ChéquiaOndřej Perušič · David Schweiner            | Países BaixosChristiaan Varenhorst · Steven van de Velde | 2x1 Relatório (20–22, 21–16, 15–12) | BrasilBruno Oscar Schmidt · Saymon Barbosa       |
| Etapa de Lecce Lecce, Itália De 7 a 10 de julho de 2022                              | ItáliaJakob Windisch · Gianluca Dal Corso       | 2x1 Relatório (13–21, 21–18, 15–12) | UcrâniaSergiy Popov · Eduard Reznik                | DinamarcaJacob Brinck · Kristoffer Abell                 | 2x0 Relatório (21–17, 21–19)        | ArgentinaBautista Amieva · Leandro Aveiro        |
| Etapa de Espinho Espinho, Portugal De 14 a 17 de julho de 2022                       | PolóniaMichał Bryl · Bartosz Łosiak             | 2x1 Relatório (17–21, 21–13, 15–11) | ÁustriaMartin Ermacora · Moritz Pristauz           | LetôniaAleksandrs Samoilovs · Jānis Šmēdiņš              | 2x0 Relatório (21–17, 21–14)        | PolóniaPiotr Kantor · Maciej Rudoł               |
| Etapa de Cirò Marina Cirò Marina, Itália De 14 a 17 de julho de 2022                 | ArgentinaBautista Amieva · Leandro Aveiro       | 2x0 Relatório (21–16, 21–0)         | ItáliaDavide Benzi · Carlo Bonifazi                | InglaterraIssa Batrane · Frederick Bialokoz              | 2x0 [Relatório (22–20, 21–18)       | NoruegaMarkus Mol · Nils Ringøen                 |
| Etapa de Agadir Agadir, Marrocos De 21 a 24 de julho de 2022                         | Países BaixosMatthew Immers · Stefan Boermans   | 2x0 Relatório (21–13, 21–8)         | Noruega Mathias Berntsen · Hendrik Mol             | Suíça Marco Krattiger · Florian Breer                    | 2x1 Relatório (19–21, 21–14, 15–10) | AustráliaChristopher McHugh · Paul Burnett       |
| Etapa de Lovaina Lovaina, Bélgica De 21 a 24 de julho de 2022                        | ArgentinaBautista Amieva · Leandro Aveiro       | 2x1 Relatório (17–21, 21–10, 15–13) | Alemanha Philipp Huster · Benedikt Sagstetter      | Ucrânia Vladyslav Iemelianchyk · Denys Denysenko         | 2x1 Relatório (16–21, 24–22, 15–13) | França Liam Patte · Timothée Platre              |
| Etapa de Varsóvia Varsóvia, Polônia De 21 a 24 de julho de 2022                      | Polónia Michał Kądzioła · Marcin Ociepski       | 2x0 Relatório (21–16, 21–18)        | Polónia Piotr Janiak · Jędrzej Brożyniak           | Polónia Miłosz Kruk · Mikolaj Miszczuk                   | 2x1 Relatório (21–12, 19–21, 15–10) | Lituânia Robert Juchnevič · Artūr Vasiljev       |
| Etapa de Ljubljana Ljubljana, Eslovênia De 28 a 31 de julho de 2022                  | ArgentinaBautista Amieva · Leandro Aveiro       | 2x1 Relatório (21–17, 18–21, 18–16) | Bélgica Louis Vandecaveye · Lander Vandecaveye     | Austrália Zachery Schubert · Thomas Hodges               | 2x0 Relatório (21–16, 21–16)        | Sérvia Djordje Klašnić · Lazar Kolarić           |
| Etapa de Mysłowice Mysłowice, Polônia De 28 a 31 de julho de 2022                    | Lituânia Patrikas Stankevičius · Audrius Knašas | 2x0 Relatório (21–16, 21–9)         | Polónia Jakub Szałankiewicz · Mateusz Florczyk     | Polónia Jakub Zdybek · Paweł Lewandowski                 | 2x0 Relatório (21–9, 21–19)         | Áustria Mathias Seiser · Moritz Kindl            |
| Etapa de Hamburgo Hamburgo, Alemanha De 10 a 14 de agosto de 2022                    | PolóniaMichał Bryl · Bartosz Łosiak             | 2x1 Relatório (21–18, 16–21, 29–27) | Países BaixosAlexander Brouwer · Robert Meeuwsen   | AlemanhaClemens Wickler · Nils Ehlers                    | 2x0 Relatório (23–21, 21–18)        | Países BaixosMatthew Immers · Stefan Boermans    |
| Etapa de Budapeste Budapeste, Hungria De 11 a 14 de agosto de 2022                   | Lituânia Patrikas Stankevičius · Audrius Knašas | 2x0 Relatório (21–16, 21–15)        | Ucrânia Vladyslav Iemelianchyk · Denys Denysenko   | Polónia Piotr Janiak · Jędrzej Brożyniak                 | 2x0 Relatório (21–0, 21–0)          | Chéquia Krystof Oliva · Tadeas Trousil           |
| Etapa de Cortegaça Cortegaça, Portugal De 11 a 14 de agosto de 2022                  | França Calvin Ayé · Quincy Ayé                  | 2x1 Relatório (21–12, 14–21, 15–13) | Portugal João Pedrosa · Hugo Campos                | Inglaterra Javier Bello · Joaquin Bello                  | 2x0 Relatório (21–0, 21–0)          | AlemanhaPhilipp Huster · Simon Pfretzschner      |
| Etapa de Baden Baden, Áustria De 24 a 28 de agosto de 2022                           | ÁustriaJulian Hörl · Alexander Horst            | 2x0 Relatório (21–19, 21–15)        | ÁustriaRobin Seidl · Philipp Waller                | ÁustriaPaul Pascariuc · Laurenz Leitner                  | 2x1 Relatório (21–17, 22–24, 15–12) | ÁustriaAlexander Huber · Christoph Dressler      |
| Etapa de Montpellier Montpellier, França De 24 a 28 de agosto de 2022                | VenezuelaPeter Hernández · Hernán Tovar         | 2x1 Relatório (19–21, 21–17, 15–10) | FrançaArthur Canet · Téo Rotar                     | EspanhaJavier Huerta · Óscar Jiménez                     | 2x0 Relatório (21–19, 21–18)        | NoruegaNils Ringøen · Jo Sunde                   |
| Etapa de Varsóvia Varsóvia, Polônia De 01 a 04 de setembro de 2022                   | NoruegaMarkus Mol · Jo Sunde                    | 2x0 Relatório (21–18, 21–17)        | LituâniaRobert Juchnevič · Artūr Vasiljev          | PolóniaMichał Korycki · Michał Kądzioła                  | 2x0 Relatório (22–20, 21–19)        | IsraelRiver Day · Kevin Cuzmiciov                |
| Etapa de Paris Paris, França De 28 de setembro a 02 de outubro de 2022               | NoruegaAnders Mol · Christian Sørum             | 2x0 Relatório (21–19, 21–18)        | Países BaixosAlexander Brouwer · Robert Meeuwsen   | ItáliaPaolo Nicolai · Samuele Cottafava                  | 2x0 Relatório (21–16, 21–16)        | ChileMarco Grimalt · Esteban Grimalt             |
| Etapa das Maldivas Maldivas De 13 a 16 de outubro de 2022                            | CatarCherif Younousse · Ahmed Tijan             | 2x0 Relatório (21–17, 21–15)        | Estados UnidosTroy Field · Chase Budinger          | SuéciaDavid Åhman · Jonatan Hellvig                      | 2x0 Relatório (21–14, 21–18)        | UcrâniaSergiy Popov · Eduard Reznik              |
| Etapa de Dubai I Dubai, Emirados Árabes Unidos De 22 a 25 de outubro de 2022         | Estados UnidosAndrew Benesh · Miles Partain     | 2x0 Relatório (21–15, 21–17)        | UcrâniaSergiy Popov · Eduard Reznik                | BrasilPedro Solberg · Arthur Lanci                       | 2x1 Relatório (15–21, 21–18, 15–12) | Estados UnidosLogan Webber · Evan Cory           |
| Etapa de Dubai II Dubai, Emirados Árabes Unidos De 27 a 30 de outubro de 2022        | SuéciaDavid Åhman · Jonatan Hellvig             | 2x0 Relatório (21–17, 21–12)        | ArgentinaTomás Capogrosso · Nicolás Capogrosso     | Estados UnidosTaylor Crabb · Paul Lotman                 | 2x0 Relatório (21–15, 21–18)        | Suíça Adrian Heidrich · Leo Dillier              |
| Etapa de Soar Soar, França De 1 a 4 de novembro de 2022                              | ChinaHa Likejiang · Wu Jiaxin                   | 2x0 Relatório (24–22, 21–16)        | OmãMazin Al-Hashmi Hood Al Jalaboubi               | LetôniaEdgars Točs · Kristians Fokerots                  | 2x1 Relatório (21–18, 20–22, 15–11) | ChéquiaJan Dumek · Jiří Sedlák                   |
| Etapa da Cidade do Cabo Cidade do Cabo, África do Sul De 03 a 06 de novembro de 2022 | NoruegaAnders Mol · Christian Sørum             | 2x0 Relatório (21–19, 21–19)        | SuéciaDavid Åhman · Jonatan Hellvig                | CatarCherif Younousse · Ahmed Tijan                      | 2x0 Relatório (22–20, 21–14)        | ÁustriaRobin Seidl · Philipp Waller              |
| Etapa de Uberlândia Uberlândia, Brasil De 09 a 13 de novembro de 2022                | Brasil André Stein · George Wanderley           | 2x1 Relatório (28–30, 21–15, 15–11) | Brasil Pedro Solberg · Arthur Lanci                | NoruegaAnders Mol · Christian Sørum                      | 2x1 Relatório (21–19, 19–21, 15–10) | Brasil Renato Andrew · Vitor Felipe              |
| Etapa de Torquay Torquay, Austrália De 23 a 27 de novembro de 2022                   | ItáliaDaniele Lupo · Enrico Rossi               | 2x0 Relatório (21–17, 21–18)        | ItáliaAdrian Carambula · Alex Ranghieri            | AustráliaChristopher McHugh · Paul Burnett               | 2x0 Relatório (21–18, 21–15)        | Portugal João Pedrosa · Hugo Campos              |
| Etapa de Torquay Torquay, Austrália De 29 de novembro a 3 de dezembro de 2022        | FrançaYoussef Krou · Arnaud Gauthier-Rat        | 2x0 Relatório (22–20, 23–21)        | AustráliaThomas Hodges · Zachery Schubert          | ItáliaAdrian Carambula · Alex Ranghieri                  | 2x0 Relatório (21–15, 21–16)        | Estados Unidos Paul Lotman · Miles Evans         |
| Etapa de Olongapo Olongapo, Filipinas De 9 a 11 de dezembro de 2022                  | TailândiaPithak Tipjan · Poravid Taovato        | 2x0 [ Relatório] (21–15, 21–19)     | TailândiaIntuch Techakijvorakul · Dunwinit Kaewsai | LetôniaMārtiņš Pļaviņš · Mihails Samoilovs               | 2x0 Relatório (21–19, 21–17)        | Tailândia Surin Jongklang · Banlue Nakprakhong   |
| Etapa de Haia Haia, Países Baixos De 27 a 30 de dezembro de 2022                     | ÁustriaTimo Hammarberg · Laurenc Grössig        | 2x1 Relatório (19–21, 21–16, 22–20) | FrançaSamuel Cattet · Olivier Barthélémy           | Países BaixosErik Nijland · Matthew Immers               | 2x1 Relatório (15–21, 23–21, 16–14) | DinamarcaNicolai Overgaard · Mads Møllgaard      |
| Finais do Circuito Mundial Doha, Catar De 26 a 29 de janeiro de 2023                 | NoruegaAnders Mol · Christian Sørum             | 2x0 Relatório (21–18, 21–18)        | PolóniaMichał Bryl · Bartosz Łosiak                | ItáliaPaolo Nicolai · Samuele Cottafava                  | 0x0 Relatório (22–20, 19–21, 16–14) | Países BaixosAlexander Brouwer · Robert Meeuwsen |

### Feminino
| Torneio                                                                              | Ouro                                             | Placar                              | Prata                                               | Bronze                                                                     | Placar                              | Quarto lugar                                                               |
| Etapa de Tlaxcala Tlaxcala, México De 16 a 20 de março de 2022                       | BrasilBárbara Seixas · Carol Solberg             | 2x0 Relatório (21–19, 21–18)        | Países BaixosKatja Stam · Raïsa Schoon              | BrasilElize Maia · Thâmela Coradello                                       | 2x1 Relatório (18–21, 21–17, 15–9)  | BrasilTaiana Lima · Hegeile Almeida                                        |
| Etapa de Rosarito Rosarito, México De 23 a 27 de março de 2022                       | Países BaixosKatja Stam · Raïsa Schoon           | 2x0 Relatório (21–14, 21–13)        | LetôniaTīna Graudiņa · Anastasija Kravčenoka        | BrasilTalita Antunes · Rebecca Cavalcante                                  | 2x0 Relatório (22–20, 21–19)        | Estados UnidosKelly Claes · Betsi Flint                                    |
| Etapa de Coolangatta Coolangatta, Austrália De 30 de março a 03 de abril de 2022     | Estados UnidosTaryn Kloth · Kristen Nuss         | 2x1 Relatório (19–21, 21–9, 15–7)   | AustráliaNicole Laird · Phoebe Bell                 | Estados UnidosToni Rodriguez · Susannah Muno                               | 2x0 Relatório (24–22, 21–17)        | JapãoSuzuka Hashimoto · Reika Murakami                                     |
| Etapa de Songkhla Songkhla, Tailândia De 14 a 17 de abril de 2022                    | TailândiaVarapatsorn R. · Tanarattha U.          | 2x0 Relatório (21–16, 21–12)        | JapãoRen Matsumoto · Non Matsumoto                  | CanadáAmanda Harnett · Alina Dormann                                       | 2x1 Relatório (15–21, 22–20, 15–9)  | AustráliaAlisha Stevens · Caitlin Bettenay                                 |
| Etapa de Itapema Itapema, Brasil De 14 a 17 de abril de 2022                         | Estados UnidosKelley Kolinske · Sara Hughes      | 2x0 Relatório (21–18, 21–18)        | Países BaixosKatja Stam · Raïsa Schoon              | BrasilAndressa Cavalcanti · Vitória Rodrigues                              | 2x0 Relatório (21–11, 21–17)        | AlemanhaKarla Borger · Julia Sude                                          |
| Etapa de Doha Doha, Catar De 05 a 08 de maio de 2022                                 | BrasilBárbara Seixas · Carol Solberg             | 2x0 Relatório (21–13, 21–13)        | AlemanhaChantal Laboureur · Sarah Schulz            | Suíça Nina Betschart · Tanja Hüberli                                       | 2x1 Relatório (13–21, 21–19, 15–11) | AustráliaTaliqua Clancy · Mariafe Artacho                                  |
| Etapa de Madrid Madrid, Espanha De 19 a 22 de maio de 2022                           | EspanhaPaula Soria · Sofía González              | 2x0 Relatório (21–19, 21–14)        | ItáliaMarta Menegatti · Valentina Gottardi          | ItáliaViktoria Orsi Toth · Reka Orsi Toth                                  | 2x0 Relatório (21–18, 21–17)        | ÁustriaDorina Klinger · Ronja Klinger                                      |
| Etapa de Kuşadası Kuşadası, Turquia De 19 a 22 de maio de 2022                       | Estados UnidosTaryn Kloth · Kristen Nuss         | 2x1 Relatório (21–12, 17–21, 17–15) | AustráliaTaliqua Clancy · Mariafe Artacho           | Estados UnidosTerese Cannon · Sarah Sponcil                                | 2x1 Relatório (21–11, 17–21, 15–12) | AlemanhaSandra Ittlinger · Isabel Schneider                                |
| Etapa de Ostrava Ostrava, República Tcheca De 25 a 29 de maio de 2022                | Alemanha Svenja Müller · Cinja Tillmann          | 2x0 Relatório (21–18, 21–16)        | BrasilTalita Antunes · Rebecca Cavalcante           | Suíça Nina Betschart · Tanja Hüberli                                       | 2x0 Relatório (21–16, 21–18)        | Suíça Joana Heidrich · Anouk Vergé-Dépré                                   |
| Etapa de Cervia Cervia, Itália De 26 a 29 de maio de 2022                            | Países Baixos Mexime Van Driel · Emma Piersma    | 2x0 Relatório (21–16, 21–15)        | Suíça Anna Lutz · Menia Bentele                     | ItáliaViktoria Orsi Toth · Reka Orsi Toth                                  | 2x0 Relatório (22–20, 21–17)        | ItáliaMarta Menegatti · Valentina Gottardi                                 |
| Etapa de Jurmala Jūrmala, Letônia De 01 a 05 de junho de 2022                        | CanadáSarah Pavan · Melissa Humana-Paredes       | 2x1 Relatório (21–19, 20–22, 15–7)  | BrasilBárbara Seixas · Carol Solberg                | BrasilDuda Lisboa · Ana Patrícia Ramos                                     | 2x0 Relatório (21–19, 21–17)        | Estados UnidosKelley Kolinske · Sara Hughes                                |
| Etapa de Klaipėda Klaipėda, Lituânia De 02 a 05 de junho de 2022                     | LituâniaMonika Povilaitytė · Erika Kliokmanaite  | 2x0 Relatório (21–19, 21–18)        | EslovêniaTjaša Kotnik · Tjaša Kotnik                | Estados UnidosJessica Gaffney · Molly Turner                               | 2x0 Relatório (22–20, 21–19)        | EstóniaHeleene Hollas · Liisa Soomets                                      |
| Campeonato Mundial Roma, Itália De 10 a 19 de junho de 2022                          | BrasilDuda Lisboa · Ana Patrícia Ramos           | 2x0 Relatório (21–17, 21–19)        | Canadá Sophie Bukovec · Brandie Wilkerson           | Alemanha Svenja Müller · Cinja Tillmann                                    | 2x1 Relatório (16–21, 21–10, 15–0)  | Suíça Joana Heidrich · Anouk Vergé-Dépré                                   |
| Etapa de Balikesir Baliquesir, Turquia De 16 a 19 de junho de 2022                   | Estados UnidosSavannah Simo · Megan Kraft        | 2x0 Relatório (21–12, 21–17)        | Estados UnidosBrook Bauer · Katie Horton            | EspanhaDaniela Álvarez · Tania Moreno                                      | 2x0 Relatório (21–17, 21–16)        | LituâniaMonika Povilaitytė · Erika Kliokmanaite                            |
| Etapa de Białystok Białystok, Polônia De 23 a 26 de junho de 2022                    | Estados UnidosMegan Kraft · Emily Stockman       | 2x1 Relatório (21–17, 34–36, 15–11) | UcrâniaAnhelina Khmil · Tetiana Lazarenko           | PolóniaJagoda Gruszczyńska · Aleksandra Wachowicz                          | 2x0 Relatório (23–21, 21–17)        | Estados UnidosBrook Bauer · Katie Horton                                   |
| Etapa de Ios Ios, Grécia De 29 de junho a 2 de julho de 2022                         | ÁustriaDorina Klinger · Dorina Klinger           | 2x1 Relatório (20–22, 21–17, 15–11) | EslovêniaTjaša Kotnik · Tajda Lovšin                | LituâniaIeva Dumbauskaitė · Gerda Grudzinskaitė                            | 2x1 Relatório (17–21, 21–10, 16–14) | PolóniaKatarzyna Kociołek · Marta Łodej                                    |
| Etapa de Giardini-Naxos Giardini-Naxos, Itália De 30 de junho a 3 de julho de 2022   | ItáliaMargherita Bianchin · Claudia Scampoli     | 2x1 Relatório (21–16, 17–21, 15–13) | BélgicaSarah Cools · Lisa van den Vonder            | ItáliaValentina Cali · Margherita Tega                                     | 2x0 Relatório (21–15, 32–30)        | ItáliaReka Orsi Toth · Eleonora Gili                                       |
| Etapa de Gstaad Gstaad, Suíça De 06 a 10 de julho de 2022                            | BrasilDuda Lisboa · Ana Patrícia Ramos           | 2x1 Relatório (21–19, 20–22, 15–10) | BrasilBárbara Seixas · Carol Solberg                | AustráliaTaliqua Clancy · Mariafe Artacho                                  | 2x1 Relatório (22–20, 22–24, 15–9)  | LetôniaTīna Graudiņa · Anastasija Kravčenoka                               |
| Etapa de Lecce Lecce, Itália De 7 a 10 de julho de 2022                              | VanuatuMiller Pata · Sherysyn Toko               | 2x1 Relatório (15–21, 21–19, 15–9)  | ItáliaMarta Menegatti · Valentina Gottardi          | ArgentinaCecilia Peralta · Maia Najul                                      | 2x0 Relatório (21–11, 23–21)        | AustráliaAlisha Stevens · Georgia Johnson                                  |
| Etapa de Espinho Espinho, Portugal De 14 a 17 de julho de 2022                       | AustráliaTaliqua Clancy · Mariafe Artacho        | 2x1 Relatório (19–21, 21–19, 15–12) | Estados UnidosCorinne Quiggle · Sarah Schermerhorn  | BrasilAndressa Cavalcanti · Vitória Rodrigues                              | 2x0 Relatório (21–19, 21–18)        | EspanhaPaula Soria · Sofía González                                        |
| Etapa de Cirò Marina Cirò Marina, Itália De 14 a 17 de julho de 2022                 | Estados UnidosMadelyne Anderson · Molly Turner   | 2x0 Relatório (21–11, 21–18)        | EstóniaHeleene Hollas · Liisa Soomets               | ItáliaValentina Cali · Margherita Tega                                     | 2x1 Relatório (16–21, 21–13, 16–14) | ItáliaGiulia Rubini · Giada Godenzoni                                      |
| Etapa de Daegu Daegu, Coreia do Sul De 14 a 17 de julho de 2022                      | China Lvwen Yuan · Dong Jie                      | 2x0 Relatório (21–16, 21–13)        | JapãoKana Motomura · Harumi Sakai                   | TailândiaRumpaipruet N. · Charanrutwadee P.                                | 2x1 Relatório (21–18, 17–21, 15–12) | JapãoMiyu Sakamoto · Mayu Sawame                                           |
| Etapa de Agadir Agadir, Marrocos De 21 a 24 de julho de 2022                         | Países Baixos Mexime Van Driel · Emma Piersma    | 2x0 Relatório (22–20, 21–13)        | Chéquia Barbora Hermannová · Marie-Sára Štochlová   | ItáliaMarta Menegatti · Valentina Gottardi                                 | 2x0 Relatório (21–19, 21–16)        | Canadá Megan McNamara · Nicole McNamara                                    |
| Etapa de Lovaina Lovaina, Bélgica De 21 a 24 de julho de 2022                        | ChinaXia Xinyi · Lin Meimei                      | 2x1 Relatório (12–21, 21–13, 15–5)  | Ucrânia Valentyna Davidova · Diana Lunina           | Países Baixos Brecht Piersma · Wies Bekhuis                                | 2x0 Relatório (21–15, 21–13)        | Chéquia Anna Pospíšilová · Martina Williams                                |
| Etapa de Varsóvia Varsóvia, Polônia De 21 a 24 de julho de 2022                      | Ucrânia Anhelina Khmil · Tetiana Lazarenko       | 2x1 Relatório (21–17, 18–21, 15–10) | Polónia Katarzyna Kociołek · Marta Łodej            | China Lvwen Yuan · Dong Jie                                                | 2x1 Relatório (21–18, 18–21, 15–11) | Suécia Kristina Thurin · Susanna Thurin                                    |
| Etapa de Ljubljana Ljubljana, Eslovênia De 28 a 31 de julho de 2022                  | China Zhu Lingdi · Wang Fan                      | 2x1 Relatório (21–19, 22–24, 15–12) | Eslovênia Tjaša Kotnik · Maja Marolt                | ChinaXia Xinyi · Lin Meimei                                                | 2x0 Relatório (21–13, 21–12)        | Austrália Georgia Johnson · Alisha Stevens                                 |
| Etapa de Mysłowice Mysłowice, Polônia De 28 a 31 de julho de 2022                    | Ucrânia Valentyna Davidova · Diana Lunina        | 2x0 Relatório (21–18, 21–18)        | Polónia Katarzyna Kociołek · Marta Łodej            | Países Baixos Brecht Piersma · Wies Bekhuis                                | 2x0 Relatório (21–18, 21–16)        | China Zeng Jinjin · Wang Xinxin                                            |
| Etapa de Hamburgo Hamburgo, Alemanha De 10 a 14 de agosto de 2022                    | Estados Unidos Kelly Cheng · Betsi Flint         | 2x0 Relatório (21–19, 21–18)        | Suíça Nina Betschart · Tanja Hüberli                | AlemanhaKarla Borger · Julia Sude                                          | 2x1 Relatório (10–21, 23–21, 15–11) | BrasilBárbara Seixas · Carol Solberg                                       |
| Etapa de Budapeste Budapeste, Hungria De 11 a 14 de agosto de 2022                   | China Zeng Jinjin · Wang Xinxin                  | 2x1 Relatório (19–21, 22–20, 15–13) | ChinaXia Xinyi · Lin Meimei                         | Áustria Franziska Friedl · Katharina Holzer                                | 2x0 Relatório (21–18, 19–18)        | Chéquia Michaela Břínková · Michala Kvapilová                              |
| Etapa de Cortegaça Cortegaça, Portugal De 11 a 14 de agosto de 2022                  | China Lvwen Yuan · Dong Jie                      | 2x0 Relatório (21–16, 21–15)        | AlemanhaNele Schmitt · Melanie Paul                 | Chéquia Miroslava Dunárová · Daniela Resová                                | 2x1 Relatório (21–18, 20–22, 16–14) | Letônia Anete Namiķe · Līva Ebere                                          |
| Etapa de Baden Baden, Áustria De 24 a 28 de agosto de 2022                           | UcrâniaIryna Makhno · Inna Makhno                | 2x1 Relatório 18–21, 22–20, 20–18   | ChinaZeng Jinjin · Wang Xinxin                      | AlemanhaAnna-Lena Grüne · Chenoa Christ                                    | 2x0 Relatório 21–16, 21–14          | ChinaZhu Lingdi · Lin Meimei                                               |
| Etapa de Paris Paris, França De 28 de setembro a 02 de outubro de 2022               | Países BaixosKatja Stam · Raïsa Schoon           | 2x0 Relatório 21–16, 22–20          | LetôniaAnastasija Kravčenoka · Tīna Graudiņa        | BrasilDuda Lisboa · Ana Patrícia Ramos                                     | 2x1 Relatório 21–12, 13–21, 15–8    | Estados UnidosBetsi Flint · Kelly Cheng                                    |
| Etapa das Maldivas Maldivas De 13 a 16 de outubro de 2022                            | FinlândiaTaru Lahti-Liukkonen · Niina Ahtiainen  | 2x0 Relatório (21–16, 23–21)        | ÁustriaKatharina Schützenhöfer · Lena Plesiutschnig | FinlândiaAnniina Parkkinen · Sara Sinisalo                                 | 2x1 Relatório (21–18, 20–22, 15–13) | Estados UnidosEmily Stockman · Megan Kraft                                 |
| Etapa de Dubai I Dubai, Emirados Árabes Unidos De 22 a 25 de outubro de 2022         | ChéquiaBarbora Hermannová · Marie-Sára Štochlová | 2x1 Relatório (18–21, 21–17, 15–12) | ChinaXia Xinyi · Lin Meimei                         | Estados UnidosKatie Horton · Julia Scoles                                  | 2x0 Relatório (26–24, 24–20)        | TailândiaTaravadee Naraphornrapat · Worapeerachayakorn Kongphopsarutawadee |
| Etapa de Dubai II Dubai, Emirados Árabes Unidos De 27 a 30 de outubro de 2022        | AlemanhaIsabel Schneider · Julia Sude            | 2x0 Relatório (21–17, 21–14)        | Estados UnidosMolly Turner · Madelyne Anderson      | TailândiaTaravadee Naraphornrapat · Worapeerachayakorn Kongphopsarutawadee | 2x0 Relatório (21–10, 21–18)        | Estados UnidosKatie Horton · Julia Scoles                                  |
| Etapa da Cidade do Cabo Cidade do Cabo, África do Sul De 03 a 06 de novembro de 2022 | BrasilTalita Antunes · Thâmela Coradello         | 2x0 Relatório (21–19, 21–19)        | Estados UnidosTerese Cannon · Sarah Sponcil         | BrasilDuda Lisboa · Ana Patrícia Ramos                                     | 2x0 Relatório (22–20, 21–14)        | FrançaLézana Placette · Alexia Richard                                     |
| Etapa de Uberlândia Uberlândia, Brasil De 09 a 13 de novembro de 2022                | BrasilDuda Lisboa · Ana Patrícia Ramos           | 2x1 Relatório (21–17, 27–29, 15–11) | BrasilAndressa Cavalcanti · Vitória Rodrigues       | BrasilBárbara Seixas · Carol Solberg                                       | 2x1 Relatório (21–19, 17–21, 15–13) | BrasilTaiana Lima · Hegeile Almeida                                        |
| Etapa de Torquay Torquay, Austrália De 23 a 27 de novembro de 2022                   | Estados UnidosSara Hughes · Kelly Cheng          | 2x0 Relatório (21–11, 21–16)        | ChinaLvwen Yuan · Dong Jie                          | ChinaXia Xinyi · Lin Meimei                                                | 2x1 Relatório (21–19, 14–21, 9–15)  | Estados UnidosEmily Stockman · Megan Kraft                                 |
| Etapa de Torquay Torquay, Austrália De 23 a 27 de novembro de 2022                   | Estados UnidosSara Hughes · Kelly Cheng          | 2x0 Relatório (21–17, 21–11)        | Estados UnidosBetsi Flint · Julia Scoles            | AustráliaTaliqua Clancy · Mariafe Artacho del Solar                        | 2x1 Relatório (14–21, 21–19, 15–13) | Estados UnidosTaryn Kloth · Kristen Nuss                                   |
| Etapa de Olongapo Olongapo, Filipinas De 9 a 11 de dezembro de 2022                  | FilipinasCherry Ann Rondina · Jovelyn Gonzaga    | 2x1 Relatório (24–22, 21–12, 15–12) | FilipinasFloremel Rodriguez · Genesa Jane Eslapor   | JapãoMiyu Sakamoto · Mayu Sawame                                           | 2x0 Relatório (21–15, 21–18)        | IsraelAnita Dave · Yahli Ashush                                            |
| Etapa de Haia Haia, Países Baixos De 27 a 30 de dezembro de 2022                     | Países BaixosBrecht Piersma · Emi van Driel      | 2x0 Relatório (21–13, 21–11)        | AlemanhaChenoa Christ · Kim van de Velde            | LituâniaMonika Paulikienė · Ainė Raupelytė                                 | 2x1 Relatório (21–13, 20–22, 15–13) | Países BaixosWies Bekhuis · Pleun Ypma                                     |
| Finais do Circuito Mundial Doha, Catar De 26 a 29 de janeiro de 2023                 | Estados UnidosSara Hughes · Kelly Cheng          | 2x0 Relatório (21–18, 21–16)        | BrasilDuda Lisboa · Ana Patrícia Ramos              | Países BaixosKatja Stam · Raïsa Schoon                                     | 2x0 Relatório (21–18, 21–10)        | AustráliaTaliqua Clancy · Mariafe Artacho del Solar                        |

## Quadro de medalhas
| Ordem | País           | Medalha de ouro | Medalha de prata | Medalha de bronze | Total |
| ----- | -------------- | --------------- | ---------------- | ----------------- | ----- |
| 1     | Estados Unidos | 11              | 8                | 5                 | 24    |
| 2     | Brasil         | 8               | 7                | 11                | 26    |
| 3     | Itália         | 6               | 6                | 9                 | 21    |
| 4     | Países Baixos  | 6               | 5                | 8                 | 19    |
| 5     | Polónia        | 6               | 5                | 5                 | 16    |
| 6     | China          | 6               | 4                | 3                 | 13    |
| 7     | Noruega        | 6               | 1                | 2                 | 9     |
| 8     | Áustria        | 4               | 3                | 3                 | 10    |
| 9     | Ucrânia        | 3               | 6                | 1                 | 10    |
| 10    | Lituânia       | 3               | 1                | 3                 | 7     |
| 11    | Argentina      | 3               | 1                | 1                 | 5     |
| 12    | Austrália      | 2               | 5                | 5                 | 12    |
| 13    | Alemanha       | 2               | 4                | 5                 | 11    |
| 14    | Chéquia        | 2               | 4                | 1                 | 7     |
| 15    | Suíça          | 2               | 2                | 3                 | 7     |
| 16    | França         | 2               | 2                | 0                 | 4     |
| 17    | Tailândia      | 2               | 1                | 2                 | 5     |
| 17    | Catar          | 2               | 1                | 1                 | 4     |
| 17    | Suécia         | 2               | 1                | 1                 | 4     |
| 20    | Canadá         | 1               | 2                | 1                 | 4     |
| 21    | Nova Zelândia  | 1               | 1                | 2                 | 4     |
| 21    | Espanha        | 1               | 1                | 2                 | 4     |
| 23    | Chile          | 1               | 1                | 0                 | 2     |
| 23    | Filipinas      | 1               | 1                | 0                 | 2     |
| 25    | Finlândia      | 1               | 0                | 3                 | 4     |
| 26    | Sérvia         | 1               | 0                | 0                 | 1     |
| 26    | Vanuatu        | 1               | 0                | 0                 | 1     |
| 26    | Venezuela      | 1               | 0                | 0                 | 1     |
| 29    | Eslovênia      | 0               | 3                | 0                 | 3     |
| 30    | Letônia        | 0               | 2                | 4                 | 6     |
| 31    | Israel         | 0               | 2                | 1                 | 3     |
| 31    | Japão          | 0               | 2                | 1                 | 3     |
| 33    | Bélgica        | 0               | 2                | 0                 | 2     |
| 34    | Estónia        | 0               | 1                | 0                 | 1     |
| 34    | Portugal       | 0               | 1                | 0                 | 1     |
| 34    | Omã            | 0               | 1                | 0                 | 1     |
| 37    | Inglaterra     | 0               | 0                | 3                 | 3     |
| 38    | Dinamarca      | 0               | 0                | 1                 | 1     |
|       |                | 87              | 87               | 87                | 261   |